# Nos (opera)
Nos je satirická komediální a absurdní opera sovětského hudebního skladatele Dmitrije Šostakoviče. Její předlohou je povídka Nos z roku 1836, kterou napsal Nikolaj Vasiljevič Gogol. Operu skladatel komponoval mezi lety 1927–1928 ve věku 21 let, pod vlivem nově se utvářejících hnutí avantgardy v západní Evropě.
Na libretu k opeře se podíleli Georgy Ionin, Alexandr Preis, Jevgenij Zamjatin a sám Šostakovič.
V době svého vzniku vyvolala opera mnoho negativních reakcí (což se ostatně stává i dnes,) a Šostakovič svoji budoucí tvorbu musel 'uklidnit'. Poprvé byla opera uvedena roku 1930 ale rychle byla stažena a na podiích se neobjevila do roku 1974, rok před Šostakovičovou smrtí.